# 조선총독부 체신국
조선총독부 체신국(朝鮮總督府 遞信局)은 일제강점기 조선에 설치된 조선총독부 소속의 관청이다. 조선에서의 우편, 우편환, 우체국 저금, 간이 보험, 선원 보험, 전신, 전화, 항로 표지, 선원 양성, 수력 발전, 항공에 관한 사무를 관리하였으며 항로, 선박, 선원, 전기 사업, 가스 사업의 감독을 관장하였다.

## 연혁
1905년 12월 21일에 통감부 통신 관서 관제(칙령 제268호)가 공포되어 통감부에 통신관리국이 설치되었다. 1910년 10월 1일에 한일 병합 조약이 체결되어 조선총독부가 설치되면서 소속 관청으로 통신국이 설치되었다. 1912년 4월 1일에 조선총독부 체신 관서 관제(칙령 제30호) 시행에 따라 통신국은 체신국으로 개칭되었다. 1943년 12월 1일에 조선총독부의 관제 기구 개정에 수반하여 서무, 감리, 보험 관리, 보험 운용의 각 과를 폐지한 후에 총무, 통신, 저금 보험의 3과로 재편하였으며 보험 계약, 보험 지불, 보험 징수의 3과의 업무는 신설되는 보험관리소에 이관되었다. 경리과를 폐지하고 회계과를 신설하였으며 해사, 항공의 2과는 교통국에 이관되었다.

## 기구
※ 1941년 9월 1일 당시의 조직 구성이다.
- 체신국(逓信局)
  - 서무과(庶務課)
  - 감리과(監理課)
  - 보험감리과(保險監理課)
  - 보험운용과(保險運用課)
  - 보험계약과(保險契約課)
  - 보험지불과(保險支拂課)
  - 보험징수과(保險徴収課)
  - 경리과(經理課)
  - 공무과(工務課)
  - 전기과(電氣課)
  - 해사과(海事課)
  - 항공과(航空課)
  - 체신리원양성소(逓信吏員養成所)
  - 고등해원양성소(高等海員養成所)
  - 전기기술원양성소(電氣技術員養成所)

- (지방)
- 지방체신국(地方逓信局)
  - 해사서(海事署)
  - 저금관리소(貯金管理所)
  - 우편국(郵便局)
  - 전신국(電信局)
  - 전화국(電話局)
  - 비행장(飛行場)

## 참고 문헌
- 조선총독부 편, 《시정 30년사》(施政三十年史), 조선총독부, 1940년.
- 조선총독부 편, 《조선사정 쇼와 17년도판》(朝鮮事情 昭和十七年度版), 조선총독부, 1941년.
- 전전기관료제연구회 편, 《전전기일본관료제의 제도·조직·인사》(戰前期日本官僚制の制度·組織·人事), 도쿄대학교출판회, 1981년.

## 같이 보기
- 조선총독부